# 拿督斯里烏達瑪
拿督斯里烏達瑪（Datuk Seri Utama, Dato' Seri Utama）是一個常見於馬來西亞和汶萊的榮譽稱號，乃是由最高元首、蘇丹、严端或州元首冊封的象徵式終身榮譽身份，是一個比「拿督斯里」和「拿督」更高級的頭銜。「拿督斯里烏達瑪」是「拿督」、「斯里」和「烏達瑪」的合成詞，拿督指的是「酋長、領袖或長老」，斯里指的是「光芒、光明或光輝」，烏達瑪指的是「首要的、重要的或主要的」。
以下榮譽勳章佩戴者的稱號是「拿督斯里烏達瑪」，主要獲贈者多是蘇丹、州元首、敦或王室成員，視為與「敦」同等級。
- 拿督斯里烏達瑪（Datuk Seri Utama），聯邦直轄區特等（烏達瑪級）榮譽勳章（SUMW）佩戴者的稱號[1]；馬六甲特等（烏達瑪級）榮譽勳章（DUNM）佩戴者的稱號

- 拿督斯里烏達瑪（Dato' Seri Utama），檳城特等（烏達瑪級）榮譽勳章（DUPN）佩戴者的稱號；吉打烏達瑪勳章（DUK）佩戴者的稱號[2]；森美蘭烏達瑪勳章（SUNS）佩戴者的稱號[3]；登嘉樓特等（烏達瑪級）蘇丹米占·再納·阿比丁效忠勳章（SUMZ）佩戴者的稱號；汶萊斯里烏達瑪勳章（DK）佩戴者的稱號[4]

- 拿督萊拉烏達瑪（Dato' Laila Utama），汶萊萊拉烏達瑪勳章（DK）佩戴者的稱號[4]

「拿督斯里烏達瑪」的配偶（元配）的稱號可能是「拿汀斯里烏達瑪」（Datin Seri Utama，在聯邦直轄區）或「拿汀斯里」（Datin Seri，在檳城、森美蘭）。
马来西亚第六任首相纳吉·阿都拉萨曾获槟城的拿督斯里乌达玛勋衔，然而当他于2022年因一马公司丑闻被定罪入狱后，此勋衔被槟州元首阿末弗兹褫夺。另一位前首相马哈迪·莫哈末也曾于2008年获得拿督斯里乌达玛勋衔。